# Bicyclus ephorus
Bicyclus ephorus är en fjärilsart som beskrevs av Gustav Weymer 1892. Bicyclus ephorus ingår i släktet Bicyclus och familjen praktfjärilar. Inga underarter finns listade i Catalogue of Life.